# Pierre Ménard (psychologie)
 (juillet 2011).
Si vous disposez d'ouvrages ou d'articles de référence ou si vous connaissez des sites web de qualité traitant du thème abordé ici, merci de compléter l'article en donnant les références utiles à sa vérifiabilité et en les liant à la section « Notes et références ».
Pour les articles homonymes, voir Pierre Ménard et Ménard.
Pierre Joseph Auguste Louis Ménard né le 22 mai 1880 à Dagneux, et, mort le 15 décembre 1952  dans le 15e arrondissement de Paris, est issu de la famille Ménard, établie à Lunel (Hérault) depuis 1635, famille comprenant de nombreux avocats et médecins. Docteur en Médecine de la Faculté de Paris. Il a été vice-président de la Société de Psychothérapie de Paris et professeur à l'école de psychologie.
Ancien combattant de la guerre de 1914-1918, il reçoit la Légion d'Honneur en 1931.

## Œuvres
- Conseils pratiques aux jeunes mères, 1920, Grasset.
- L'Écriture et le subconscient, 1931, Alcan.
- Paisiblement, méthode pratique de psychothérapie, chez l'auteur, 1935.
- La Page d'écriture, Le François, 1948.
- L'Écriture et le subconscient, psychanalyse et graphologie, Aubanel, 1951.
- L'Art de vivre paisiblement, selon Saint François de Sales, Aubanel, 1955.

## Distinctions
- Citation au Concours du Prix Monthyon, 1921, décerné par l'Académie des Sciences, pour son manomètre à mercure inversable, à oscillations amorties.
- Prix de la Société de Médecine de Paris, 1932, pour l'ensemble de ses travaux sur la tension artérielle.
- Médaille d'or, diplôme d'honneur aux Expositions internationales : Turin, 1911 - Londres, 1912, - Gand, 1913, pour ses appareils à air chaud, fonctionnant à l'alcool, cautère à air chaud.